# Pomnik Osadników Wojskowych w Lwówku Śląskim

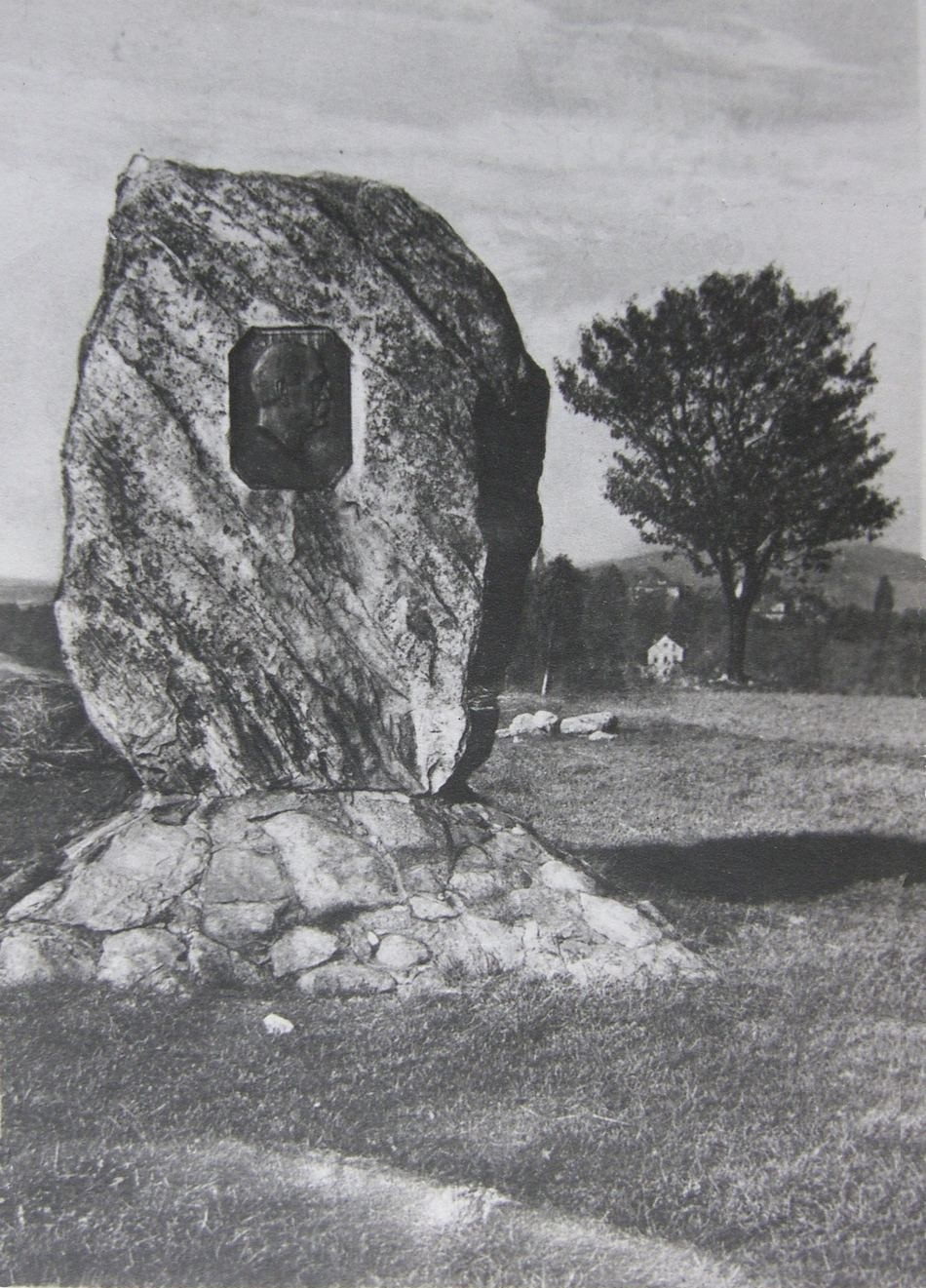
Pomnik Ottona von Bismarcka na Szkolnej Górce przed II wojną światową

Pomnik Osadników Wojskowych w Lwówku Śląskim – stworzony na bazie pomnika Ottona von Bismarcka ze „Szkolnej Górki” (Góra Szpitalna) pomnik odsłonięty w połowie lat osiemdziesiątych XX wieku.

Pomnik Ottona von Bismarcka w Lwówku Śląskim powstał prawdopodobnie w przedziale lat 1868–1914. Pomnik ów składał się z głazu narzutowego z przytwierdzonym doń metalowym medalionem z wizerunkiem niemieckiego polityka. Sam głaz znajdował się na kamiennej podstawie, która do dziś znajduje się na szczycie Szpitalnej Góry. Jeszcze w latach 70. XX wieku, a prawdopodobnie nawet do 1984 roku kamień kanclerza stał na swoim pierwotnym miejscu, choć co prawdopodobne, niedługo po II wojnie światowej mogła zostać usunięta tablica z wizerunkiem Bismarcka. 
Krótko po zakończeniu II wojny światowej wzdłuż zachodnich granic Polski utworzono pas osadnictwa wojskowego. Na terenie tego pasa z okolic Lwówka Śląskiego znalazły się m.in. następujące powiaty: lwówecki, lubański, zgorzelecki i żagański. Wynagrodzenie żołnierzom trudu bojowego zaczęło przybierać formę w postaci rozkazów o organizacji osadnictwa wojskowego. Powiat lwówecki przydzielony został żołnierzom 10 Sudeckiej Dywizji Piechoty. W osadnictwie wojskowym nie pominięto również rodzin żołnierzy poległych. W celu praktycznej realizacji osadnictwa dowództwo wojskowe kierowało w teren komendantów wojennych, którzy, między innymi, byli również odpowiedzialni za sprawne przeprowadzenie osadnictwa. Sierpniem 1945 roku takim komendantem wojennym na powiat lwówecki został mianowany podpułkownik Ludwik Dmyszewicz, a jego zastępcą został Henryk Żuchowski. Do 11 września 1945 roku w powiecie lwóweckim osiadło 730 osadników wojskowych. W trakcie kontynuowania różnych form osiedleńczych liczba osadników wojskowych systematycznie wzrastając osiągnęła jesienią 1947 roku na terenie powiatu lwóweckiego liczbę 5200.
Na cmentarzu komunalnym, w niewielkiej odległości od kaplicy cmentarnej, znajduje się pomnik ku czci i pamięci osadników wojskowych, do którego dostać się można kierując się w linii prostej na południe od bramy głównej cmentarza (północnej, obok kaplicy). Do znajdującego się w dolnej części nekropolii pomnika prowadzi wybrukowana alejka, a następnie kilka kamiennych schodów. Za pomnikiem ustawione są dwa maszty flagowe. Dziewiętnastego maja 1984 roku odsłonięto piaskowcowy głaz ozdobiony dwoma nagimi, grunwaldzkimi mieczami krzyżackimi oraz tablicą z inskrypcją:
W hołdzie osadnikom wojskowym kombatantom II wojny światowej w roku 40-lecia PRL

19 maja 1984

Społeczeństwo miasta i gminy Lwówka Śl.”